# Jasmin Stavros
Jasmin Stavros, bürgerlich Milo Vasić (* 1. November 1954 in Split, Kroatien, SFR Jugoslawien; † 3. Mai 2023 in Zagreb, Kroatien) war ein kroatischer Popmusiker.
Er stand bei Hit Records unter Vertrag.

## Diskografie

### Alben
- 1987: Priče iz kavane (Geschichten aus dem Kaffeehaus)
- 1988: Evo mene opet (Ich bin wieder da)
- 1989: Ljubio sam anđela (Ich habe einen Engel geküsst)
- 1991: Prijatelji (Freunde)
- 1993: E moj čovječe (Ach, mein Mann)
- 1995: Dijamanti (Diamanten)
- 1997: Zrak, zemlja zrak (Luft, Erde, Luft)
- 1998: Evo puta mog (Hier ist mein Weg)
- 2000: Jutrima (Morgen) (HR: Silber)[2]
- 2002: Vučja vremena (Wolfs Zeiten)
- 2002: Sve najbolje (HR: Silber)
- 2004: Krećem ponovo (Ich beginne erneut)
- 2007: Nemoj se udavati (Heirate nicht)
- 2010: Ima dana (Es gibt Tage...)
- 2013: Ljubomorni Ljudi
- 2017: Duga Je Noć

### Singles (Auswahl)
- 1989: Umoran Sam
- 1989: Dao Bi' Sto Amerika
- 2007: Neka Je Šarala
- 2013: Opala